# Trần Công Chánh
Trần Công Chánh (sinh ngày 10 tháng 4 năm 1959 tại xã Đông Phước A, huyện Châu Thành, tỉnh Hậu Giang) là một chính trị gia người Việt Nam. Ông từng là Bí thư Tỉnh ủy Hậu Giang.

## Quá trình công tác
10/1973-02/1978: Nhân viên Ban TC khu Tây Nam bộ, Ban Tổ chức chính quyền tỉnh Hậu Giang
10/1973-02/1978: Nhân viên Ban TC khu Tây Nam bộ, Ban Tổ chức quyền tỉnh Hậu Giang
3/1978-8/1982: Đội phó, Đội trưởng Công ty 4/3 Xí nghiệp 4, Bộ Giao thông Vận tải
9/1982-01/1983: Tham gia quân đội, giữ chức Tiểu đội trưởng, Trung đoàn 891, Hậu Giang
01/1983-8/1988: Nhân viên Thống kê Chính trị - Phòng Chính trị - Đoàn 9902; Học viên Trường H92, Mặt trận 979;
Thiếu úy; Đại đội phó chính trị, Tiểu đoàn 378; Trung úy; Trợ lý Tuyên huấn, Đoàn 9902 Campuchia; Thượng úy
9/1988-8/1993: Trợ lý Tuyên huấn, Ban Chỉ huy Quân sự thành phố Cần Thơ; Học viên Trường Quân sự Quân khu 9; cấp bậc Đại úy, Thiếu tá
9/1993-3/2001: Trợ lý Thanh niên, Trưởng ban Tuyên huấn, Phòng Chính trị, Bộ Chỉ huy Quân sự tỉnh Cần Thơ; Học viên Học viện Chính trị - Quân sự, thăng quân hàm Thiếu tá - Trung tá
4/2001-6/2004: Phó Chủ nhiệm Chính trị, Chủ nhiệm Chính trị, Bộ Chỉ huy Quân sự tỉnh Cần Thơ, Đảng ủy viên, Thường vụ Đảng ủy Quân sự tỉnh, cấp bậc Trung tá - Thượng tá
7/2004-5/2010: Chính ủy Bộ Chỉ huy Quân sự tỉnh Hậu Giang, Phó Bí thư Đảng ủy Quân sự tỉnh, Tỉnh ủy viên, Thường vụ Tỉnh ủy, Học viên Học viện Quốc phòng - Đào tạo cán bộ Chiến dịch, Chiến lược, cấp bậc Thượng tá - Đại tá
6/2010-12/2010: Chuyển ngành, Thường vụ Tỉnh ủy, Phó Bí thư Tỉnh ủy Hậu Giang
12/2010 đến 10/2015: Phó Bí thư Tỉnh ủy, Chủ tịch UBND tỉnh Hậu Giang.
10/2015 dến 12/2017: Bí thư tỉnh ủy Hậu Giang
Ngày 30/12/2017, tại Hậu Giang, ông Mai Văn Chính, Phó Trưởng Ban Tổ chức Trung ương đã trao quyết định nghỉ hưu trước tuổi cho ông Trần Công Chánh, Bí thư Tỉnh ủy Hậu Giang.
Ngày 17 tháng 4 năm 2018, tại phiên họp bất thường của Hội đồng nhân dân tỉnh Hậu Giang, ông Trần Công Chánh được Hội đồng nhân dân tỉnh Hậu Giang thông qua quyết nghị cho thôi nhiệm vụ Đại biểu Hội đồng nhân dân tỉnh Hậu Giang vì ông đã nghỉ hưu trước tuổi.

## Kỷ luật
Ủy ban Kiểm tra Trung ương qua kỳ họp từ ngày 28/11 đến ngày 30/11/2016 tại Hà Nội, dưới sự chủ trì của ông Trần Quốc Vượng - Ủy viên Bộ Chính trị, Chủ nhiệm Ủy ban Kiểm tra Trung ương quyết định thi hành kỷ luật với hình thức khiển trách với ông Trần Công Chánh liên quan tới vụ Trịnh Xuân Thanh với những lý do sau:
- Trên cương vị là Phó Bí thư Tỉnh ủy, Chủ tịch UBND tỉnh Hậu Giang nhiệm kỳ 2010-2015, ông Chánh có phần trách nhiệm với các khuyết điểm, vi phạm trong việc đề nghị tiếp nhận Trịnh Xuân Thanh từ Bộ Công thương về làm Phó Chủ tịch UBND tỉnh Hậu Giang và tham gia Ban Chấp hành Đảng bộ tỉnh; sai phạm trong việc chỉ đạo Công an tỉnh cấp biển số xe công cho xe tư nhân để Trịnh Xuân Thanh lưu thông trái quy định.
- Là Bí thư Tỉnh ủy nhiệm kỳ 2015-2020, với trách nhiệm là người đứng đầu, ông Trần Công Chánh đã buông lỏng lãnh đạo, thực hiện chưa nghiêm nguyên tắc tập trung dân chủ trong sinh hoạt của Ban Chấp hành Đảng bộ tỉnh.[6].